# 夜の旅 (クルアーン)
『夜の旅』とは、クルアーンにおける第17番目の章（スーラ）。111の節（アーヤ）から成る。